# 王璽 (都督同知)
王璽（？—1488年），太原左衛指揮同知，明朝軍事將領。

## 生平
明憲宗成化初年，擢署都指揮僉事，守禦黃河七墅。巡撫李侃舉薦，恰逢阿魯出寇亂延綏，遂命其充遊擊將軍赴援，戰孤山堡，擊敗寇軍。阿魯出后再入寇，王璽戰漫天嶺、劉宗塢及漫塔、水磨川，均獲勝有功。升都指揮同知，充副總兵，鎮守寧夏。成化九年（1473年），以將才與周玉一同舉薦。成化十二年，擢署都督僉事，充總兵官，鎮守甘肅。成化十七年，進署都督同知。當時，王璽以都督僉事為總兵官，而魯鑒以署都督同知為參將，王璽恐難於節制，乞解其兵柄，得到批准。當初，哈密被土魯番所佔領，并派將牙蘭守衛。朝廷請議立哈密衛，王璽遣諜者離間牙蘭，后牙蘭歸順。同年，召集赤斤、罕東將士，犒以牛酒，協助罕慎夜襲哈密及剌木等八城，遂復其地。次年，罕慎入侵，王璽抵禦并請興師以討伐。次年，率參將李俊及赤斤兵擊北方番軍於狼心山、黑河西，多所斬獲。成化二十年，移鎮大同，實授都督同知。
孝宗弘治元年去世，賜祭葬，贈恤有加。